# チャイカ (舟)

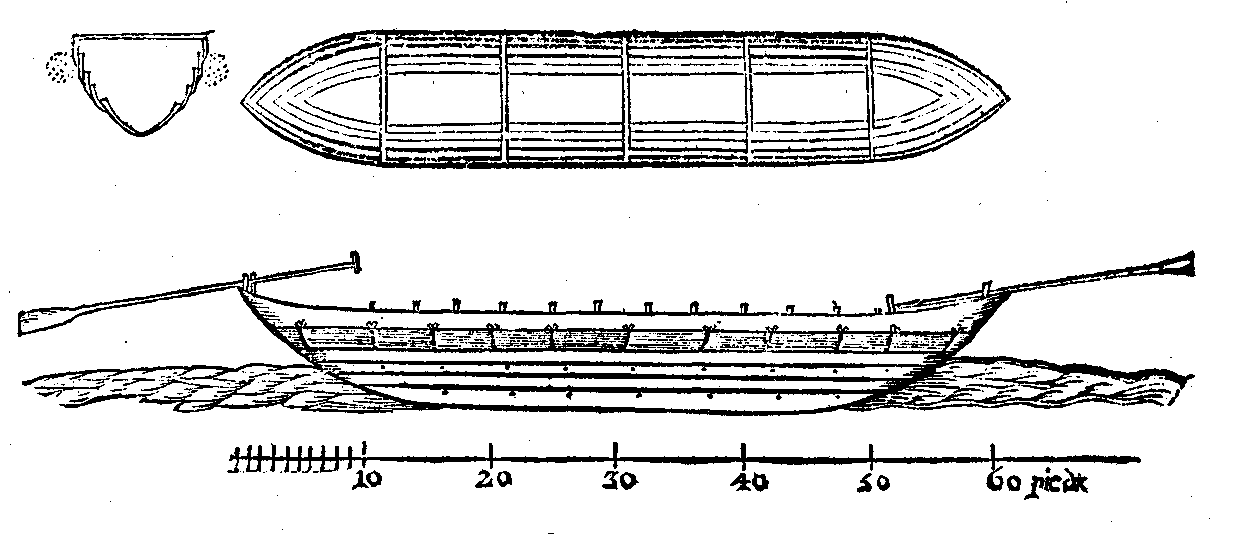
チャイカの図。G.ボプラーンの「ウクライナの描写」（Description d'Ukranie）、1660年。

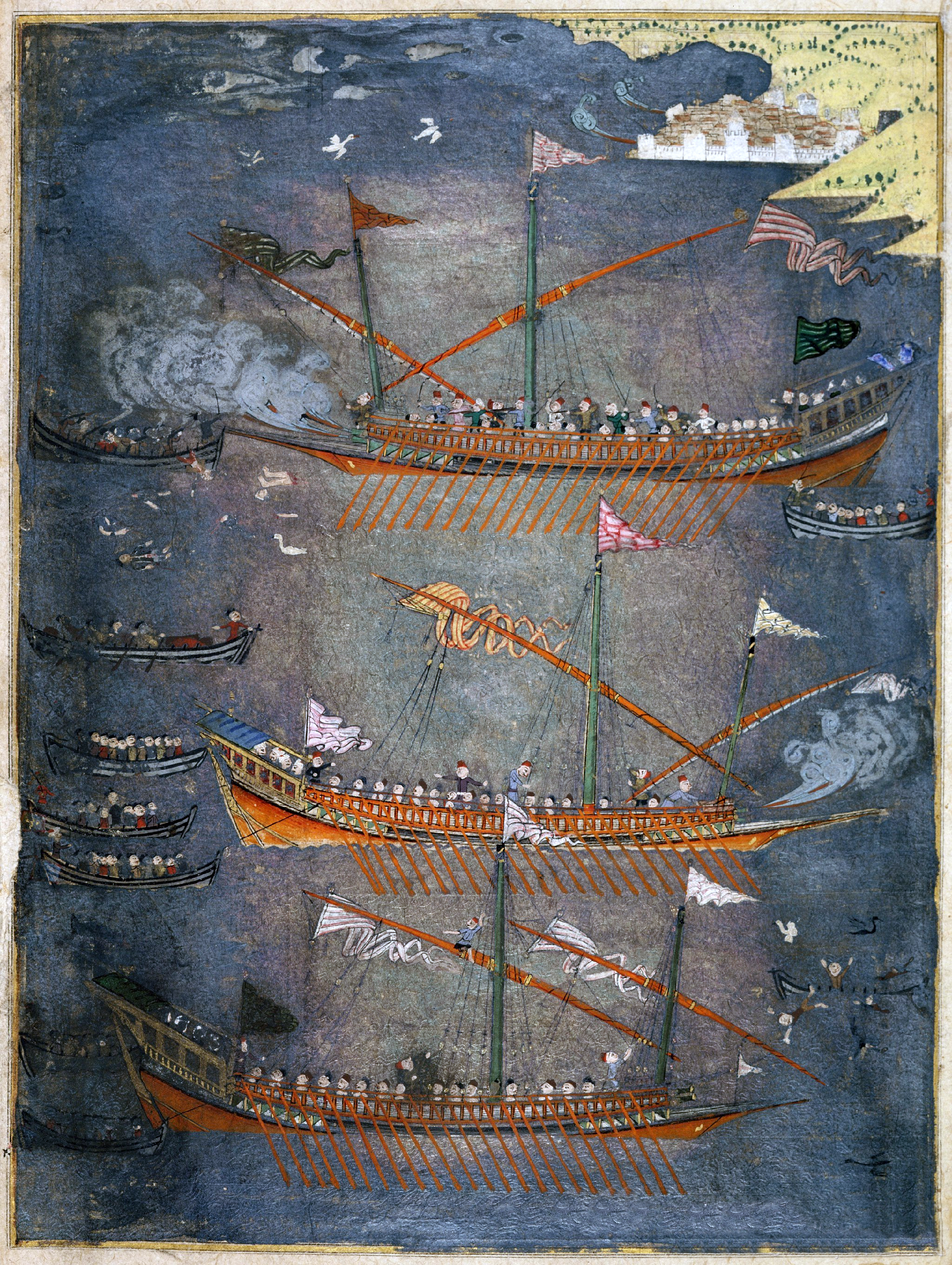
コサックのチャイカ船（左）がオスマン帝国のガレー船（右）を襲う（17世紀）

チャイカ （ウクライナ語：Чайка；意訳：「鴎」）は、16‐17世紀におけるウクライナ・コサックの軍事用の小型船である。

## 概要
チャイカの長さは18‐20m、幅は3‐3.5m（最大は6m）、高さは3.5‐4mである。一つのチャイカを造船するには少なくとも60人のコサックが15日をかけていた。チャイカの基は柳か西洋菩提樹の幹であり、その周りに木の板が張られ、漏出防止として粘性物質が塗られた。舟の安定性を高めるために、また、沈没と敵の矢玉を防ぐために、両舷側の外側に太くて長く束ねた芦の船帯がつけられていた。その船帯は、チャイカの浮揚力を向上させ、敵船を攻撃するときの衝突を和らげる役割を果たしていた。チャイカの舵は二つあり、船首と船尾にも取り付けられ、舟が早く回転できるような仕掛けとなっていた。チャイカの大きさによって20ないし40の櫂と、帆柱があったが、風で動くより漕ぎ手の力で動いたほうが速いとされていた。
一般的なチャイカの乗組員の人数は40-70人程度で、武装は4ないし6つの小軽砲であった。乗組員と武装のほかに兵糧と弾薬が積み込まれていた。出陣のときに約300艘のチャイカが活用されていたので、コサックの海軍の乗組員の人数は凡そ2万となっていた。その海軍の活躍地域はドニエプル川、ドナウ川、ブーフ川の下流と黒海全域であった。
ウクライナ・コサックは、チャイカの海軍で敵国のクリミア・ハン国とオスマン帝国の都市・軍船・商船を襲い、敵の財産を強奪しながら、クリミアとトルコで奴隷となっていたウクライナ人の同胞と他民族の人々を開放したことが常であった。それが故に、イスラム教のクリミアとトルコではウクライナ・コサックが海賊と見なされ、キリスト教のウクライナとヨーロッパの諸国では英雄と視された。特にウクライナでは、コサックの海上での手柄は民話と叙事詩のテーマとなった。